# Bauges

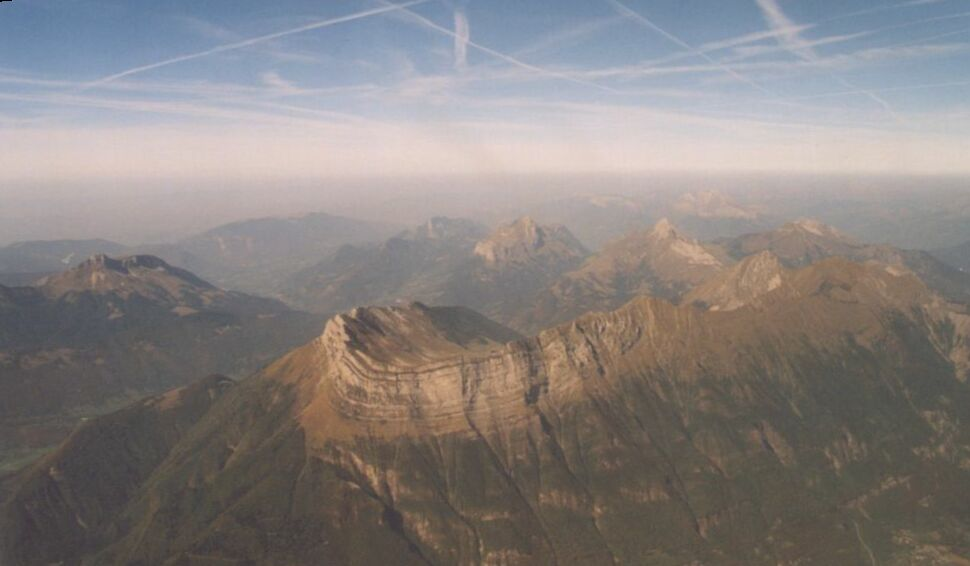
Dent d’Arclusaz

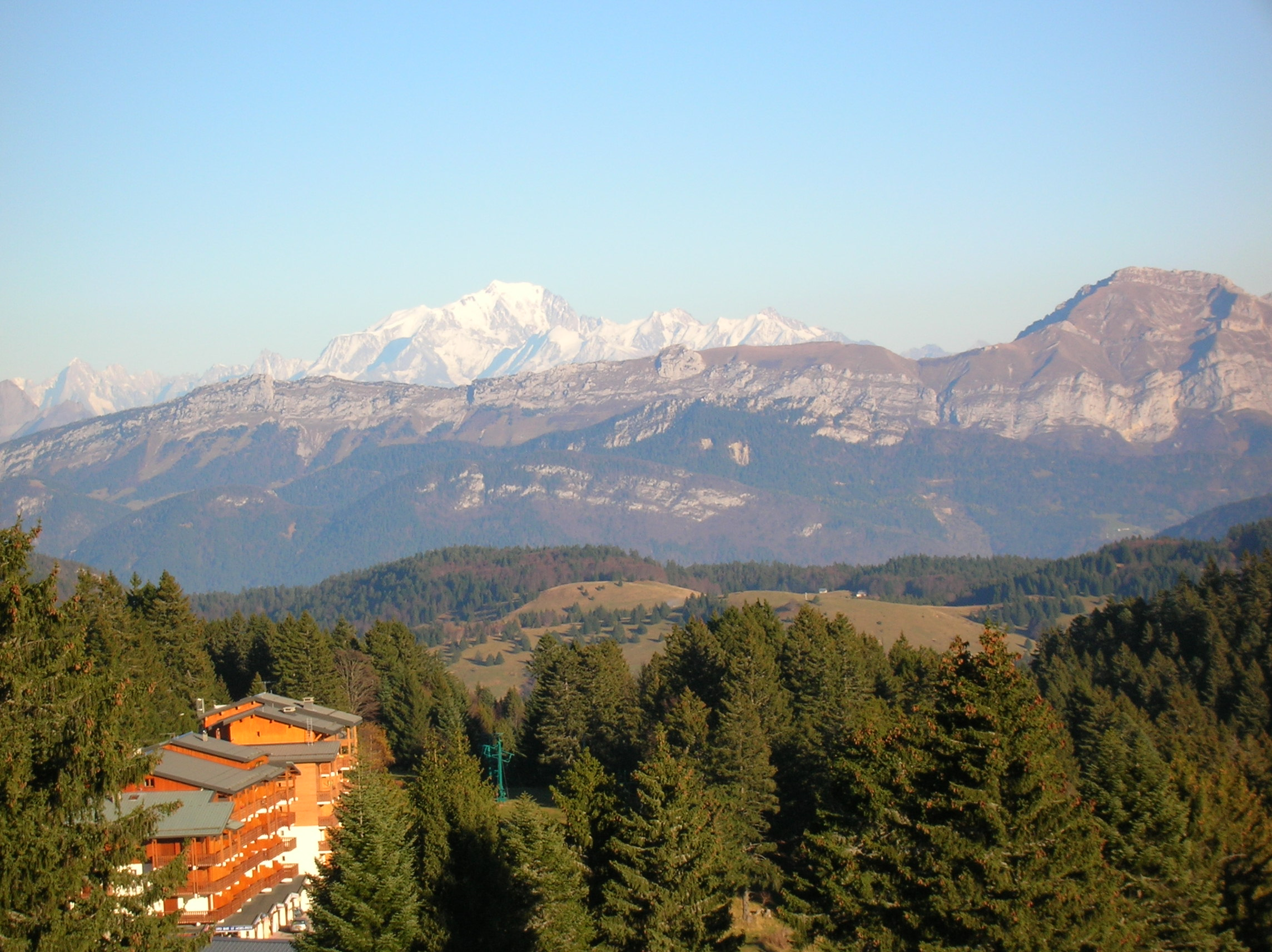
Blick von Le Revard über die Kette des Mont Trélod zum Mont Blanc

Die Bauges sind ein voralpines Gebirgsmassiv aus Kalkstein in den nördlichen Französischen Alpen. Das Massiv der Bauges (französisch Massif des Bauges, deutsch vielfach Bauget-Alpen), dessen höchster Gipfel die Pointe d’Arcalod mit 2217 m bildet, liegt in den Départements Savoie und Haute-Savoie. Es wird geografisch den Französischen Kalkalpen (Chaînes Subalpines Septentrionales) zugeordnet. Das recht dünn besiedelte Berggebiet befindet sich im Regionalen Naturpark Massif des Bauges (französisch Parc naturel régional du Massif des Bauges).

## Lage
Die Bauges liegen in Südostfrankreich in der Region Auvergne-Rhône-Alpes, im Dreieck zwischen den Städten Annecy, Chambéry und Albertville. Durch breite Talsenken, die von den eiszeitlichen Gletschern geschaffen wurden, sind sie von den umliegenden Gebirgsmassiven klar abgegrenzt. Gegen Westen wird das Massiv der Bauges durch die Molassesenke des Albanais und durch den südlichen Teil des Lac du Bourget begrenzt. Im Südwesten trennt die Talfurche von Chambéry das Gebirgsmassiv von der Chartreuse. Das breite Isèretal und das Tal ihres Zuflusses Arly bilden im Südosten und Osten die natürliche Abgrenzung von den überwiegend kristallin geprägten Hochalpen. Im Nordosten der Bauges befinden sich der Alpenrandsee Lac d’Annecy und das Tal der Chaise (im Einzugsgebiet der Isère), die miteinander durch eine Talwasserscheide verbunden sind. Diese Talfurche trennt die Bauges vom nordöstlich angrenzenden Massiv der Bornes.

## Geografie und Oberflächengestalt

Topografie des Massivs der Bauges (rechts oben)

Der Gebirgskomplex der Bauges zeigt eine Ausdehnung von ungefähr 30 km in Südwest-Nordost-Richtung bei einer Breite von 20 bis maximal 25 km. Das Relief ist geprägt durch eine Reihe von Bergketten und dazwischenliegenden Mulden und Senken, die parallel nahezu in Nord-Süd-Richtung verlaufen. Nur ganz im Osten finden sich aufgrund der stärkeren Faltung ineinander verschachtelte Bergzüge. Markant sind die vielen teilweise senkrecht abfallenden, schroffen Felswände. Von Westen nach Osten nimmt die Gipfelhöhe mehr oder weniger kontinuierlich zu. Während die westlichste Kette Höhen zwischen 1500 und 1700 m aufweist, übersteigen die Gipfel in der Mitte und im Osten des Massivs vielfach die 2000-m-Grenze. Die höchste Erhebung bildet die Pointe d’Arcalod mit 2217 m. Weitere wichtige Gipfel sind:
- Pointe de la Sambuy, 2.198 m
- Mont Pécloz, 2.197 m
- Mont Trélod, 2.181 m
- Dent de Cons, 2.062 m
- Mont Colombier, 2.043 m
- Dent d’Arclusaz, 2.040 m
- Mont Margériaz, 1.845 m
- Roc des Boeufs, 1.774 m
- Crêt de Châtillon, 1.699 m
- Nivolet, 1.547 m
- Mont Revard, 1.537 m

Hauptfließgewässer der Bauges ist der Chéran, ein linker Seitenfluss des Fier. Er entspringt im Bereich der Pointe d’Arcalod und durchfließt das Gebirgsmassiv von Südosten nach Nordwesten in einer relativ breiten Talmulde quer zur Kettenstruktur des Gebirges. Dabei nimmt er von Süden und Norden verschiedene kurze Seitenbäche auf, welche die Längstäler und -mulden entwässern. Unterhalb von Lescheraines tritt der Chéran in die Cluse de Bange ein, eine tiefe Schlucht, welche die westliche Randkette (Mont Revard, Semnoz) durchquert, bevor er das Becken des Albanais erreicht. Der nördliche Teil der Bauges wird zum Lac d’Annecy, der südwestliche zum Lac du Bourget entwässert. Gegen Südosten zum Isèretal fällt das Massiv mit einem Steilhang ab; hier gibt es keine Täler, sondern nur kurze Erosionsrinnen, die zum Einzugsgebiet der Isère gehören.

## Geologie
In strukturgeologischer Hinsicht bilden die Bauges ein Faltengebirge am Rand der Westalpen. Sie bestehen aus einer mächtigen Schicht mesozoischer Sedimente, die im Ozean der Tethys abgelagert wurden. Die Schichtfolge erstreckt sich von der unteren Jurazeit (Lias, vor ungefähr 200 Millionen Jahren) bis zur Oberkreide (vor rund 65 Millionen Jahren). In dieser langen Zeitperiode wurden zahlreiche tonige und mergelige Schichten sowie Kalksteinschichten sedimentiert. Während letztere eher auf Bedingungen in einem warmen Flachmeer hindeuten, stammen die mergeligen Schichten vor allem aus Perioden mit kühlerem Wasser und zumindest teilweise tiefmarinen Bedingungen (Sedimente wurden im Tiefmeer abgelagert). Darüber legten sich im frühen Tertiär Sande, Nummulithenkalke und besonders im westlichen Teil rötliche Mergel (sogenannte Molasse rouge).
Im Verlauf des Tertiärs wurden diese Sedimentschichten im Zuge der Alpenfaltung über den Meeresspiegel gehoben und zu einem Faltengebirge mit charakteristischen Antiklinalen und Synklinalen zusammengeschoben. Ab diesem Zeitpunkt setzte auch die Erosion ein und verfrachtete den Abtragungsschutt in das Alpenvorland (das nordwestlich an die Bauges angrenzende Molassebecken). Die verschiedenen Hebungs- und Senkungsvorgänge führten zur Bildung von zahlreichen Verwerfungen, Störungslinien und Aufschiebungen. Während der Eiszeiten trugen die Gletscher in bedeutendem Maße zur Modellierung des Reliefs bei.
Aus stratigraphischer und tektonischer Sicht wird das Massiv der Bauges in einen westlichen (Bauges occidentales) und einen östlichen Teil (Bauges orientales) gegliedert. Die Grenze zwischen beiden Teilen bildet eine Linie, die von Saint-Jorioz am Lac d’Annecy südwärts über den Col de Leschaux und den Chéran bis in das Tal von Aillon-le-Jeune und Aillon-le-Vieux verläuft.
Die Bauges occidentales bestehen aus der Kette von Mont Revard und Semnoz und dem östlich des ersteren liegenden Mont Margériaz. Der Mont Revard bildet zusammen mit dem Semnoz eine Antiklinale, die auf die westlich gelegenen Molassesedimente aufgeschoben ist. Die beiden Bergrücken werden durch die Schlucht Cluse de Bange voneinander getrennt. Das im Kammbereich dieser weitgehend erhaltenen Antiklinale anstehende Gestein setzt sich aus mächtigen Kalkbänken des Urgonien (Mittelkreide) zusammen. Auch am Mont Margériaz sind die Urgonienkalke reliefbildend. In der Senke östlich dieser Kämme findet man Molasseschichten und Mergel des Alttertiärs.
Die Bauges orientales zeigen eine rasche Abfolge von Antiklinalen und Synklinalen. Bemerkenswert ist die Tatsache, dass hier die Antiklinalfalten im Lauf der Zeit wesentlich stärker erodiert wurden als die Synklinalfalten. Deshalb sind heute verschiedene Berge als sogenannte Synklinalberge ausgebildet, während Täler oder Mulden oftmals entlang von Antiklinalen führen. Beispiele für Synklinalberge sind der Mont Trélod, die Pointe d’Arcalod, die Pointe de la Sambuy und die Dent d’Arclusaz. Auch hier sind die Urgonkalke gipfelbildend. Allerdings treten, je weiter man nach Osten kommt, an den Hängen und bei anstehendem Gestein in den Talmulden Sedimentschichten aus der Unterkreide und der Jurazeit (insbesondere die Tithonkalke) zutage. Ganz im Südosten und Osten zwischen Saint-Pierre-d’Albigny und Albertville sind an den unteren Hängen auch Schichten der Lias (untere Jurazeit) aufgeschlossen.

## Natur- und Kulturlandschaft

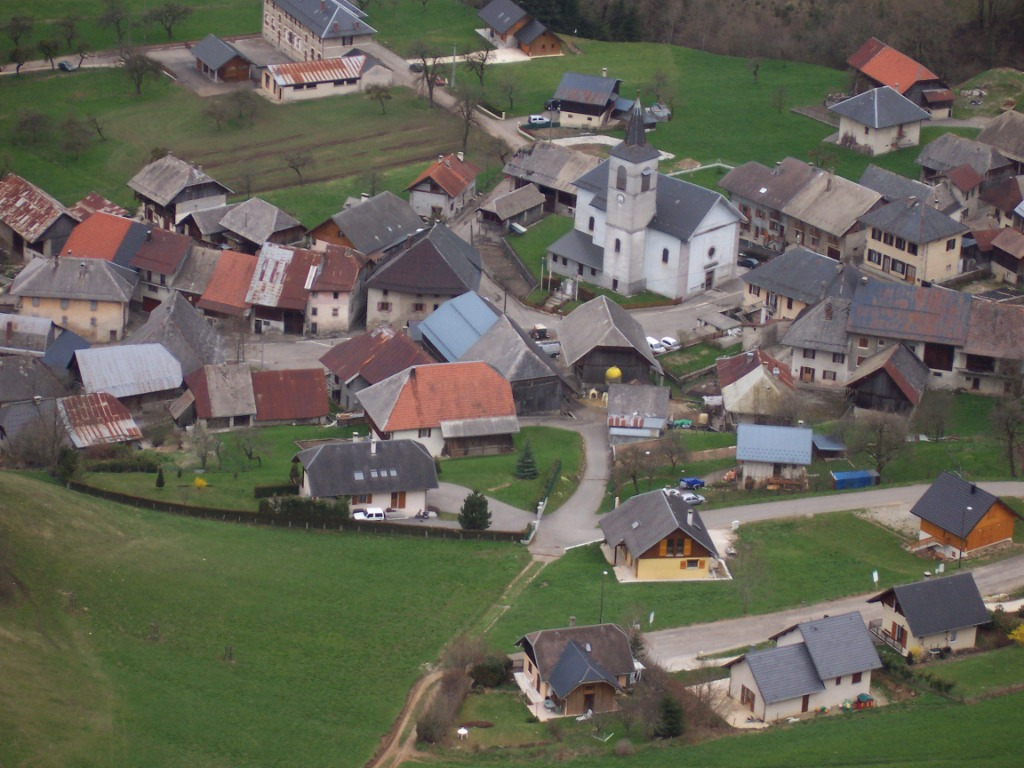
La Compôte, ein Dorf in den Bauges

Das Massiv der Bauges ist nur dünn besiedelt. Größere Städte und Ortschaften liegen in den Talfurchen am Rand der Bauges, nämlich Annecy, Aix-les-Bains, Chambéry, Albertville, Ugine und Faverges. In den Tälern und Mulden der Bauges gibt es verschiedene Streusiedlungen und zahlreiche Einzelhöfe. Allerdings zählt keine Gemeinde mehr als 1000 Einwohner. Zu den zentralen Ortschaften der Bauges zählen Lescheraines, Le Châtelard, École und Aillon-le-Jeune.
Die Bewohner, die sich Les Baujus nennen, leben überwiegend von der Milchwirtschaft und der Viehzucht, daneben haben auch die Käseproduktion und die Holzwirtschaft eine wichtige Bedeutung. In den flacheren Muldenlagen erstrecken sich Wiesland und Weiden, während die Hänge vorwiegend waldbedeckt sind. Die Waldgrenze liegt bei etwa 1800 m, darüber gibt es Alpweiden.

### Geschichte
Im Zweiten Weltkrieg unter dem Vichy-Regime befand sich in den Bauges ab dem Sommer 1940 ein Arbeitslager der Chantiers de la jeunesse française. Ein Bericht an die Organisation definierte als Zielvorgabe: Nutzung „schwer zugänglicher Wälder, die daher profitabel zu bewirtschaften sind“ und nannte neben fehlendem Essen, Kleidung, Pferden und Material auch Unerfahrenheit, Demoralisierung und den beklagenswerten Zustand der jungen Leute als Problem.

### Tourismus
Die Berge der Bauges eignen sich für Wintersport und für Sommerwanderungen oder einfach zum Entspannen in der Naturlandschaft. Wintersportstationen mit Ski- und Sesselliften sind:
- Le Revard (etwa 1500 m), das sich 1905 als eine der ersten Skisportstationen Frankreichs etablierte, heute auch ein Zentrum für den nordischen Skisport
- Les Aillons-Margériaz (1000 bis 1800 m), bestehend aus zwei Skistationen, die heute unter gemeinsamer Verwaltung stehen, nämlich Margériaz am Osthang des Mont Margériaz und Aillon-le-Jeune am Nordhang des Mont Pelat.
- Le Semnoz (1350 bis 1700 m)
- Seythenex-Le Sambuy (1200 bis 1800 m), südlich von Faverges am Nordhang der Pointe de la Sambuy.

### Naturpark
Im Dezember 1995 wurde der Regionale Naturpark Massif des Bauges geschaffen, um die reiche Flora und Fauna des Berggebietes unter Schutz zu stellen. Der regionale Naturpark erstreckt sich über eine Fläche von 810 km².